# (641) Agnes
(641) Agnes es un asteroide perteneciente al cinturón de asteroides descubierto el 8 de septiembre de 1907 por Maximilian Franz Wolf desde el observatorio de Heidelberg-Königstuhl, Alemania.
Se desconoce la razón del nombre.

## Características orbitales
Agnes forma parte de la familia asteroidal de Flora.